# Pierre Louis Crouan
Pierre Louis Crouan (Brest, 27 de abril de 1798 - † ibíd. 19 de noviembre de 1871) fue un botánico, algólogo, y micólogo francés.

## Algunas publicaciones
Los hermanos Crouan siempre firmaron sus publicaciones juntos, no siendo posible distinguir la obra de Pedro de la de Hipólito. Sin embargo cada uno de los dos hermanos se considera autoridad taxonómica completa y cada uno en su propia abreviatura de botánico.
- 1852. Algues marines du Finistère, 3 vv.

- 1867. Florule de Finistère, Contenant des Descriptions de 360 Espèces Nouvelles de Sporogames, des Nombreuses Observations. Paris & Brest, i-x, 262 pp. 32 col. tab.

## Honores

### Eponimia
Género de algas
- Crouania J.Agardh, 1842

Género de champiñones
- Crouania Fuckel, 1870, nomen illeg., se aceptó Lamprospora

## Fuente
- Jaussaud, P.; É.R. Brygoo, Del Jardín al Museo en 516 biografías, Museo Nacional de Historia Natural de Francia, 2004, 630 pp.
- Esta obra contiene una traducción  derivada de «Pierre-Louis Crouan» de Wikipedia en francés, concretamente de esta versión, publicada por sus editores bajo la Licencia de documentación libre de GNU y la Licencia Creative Commons Atribución-CompartirIgual 4.0 Internacional.
- La abreviatura «P.Crouan» se emplea para indicar a Pierre Louis Crouan como autoridad en la descripción y clasificación científica de los vegetales.[1]